# Villa Della Porta Bozzolo

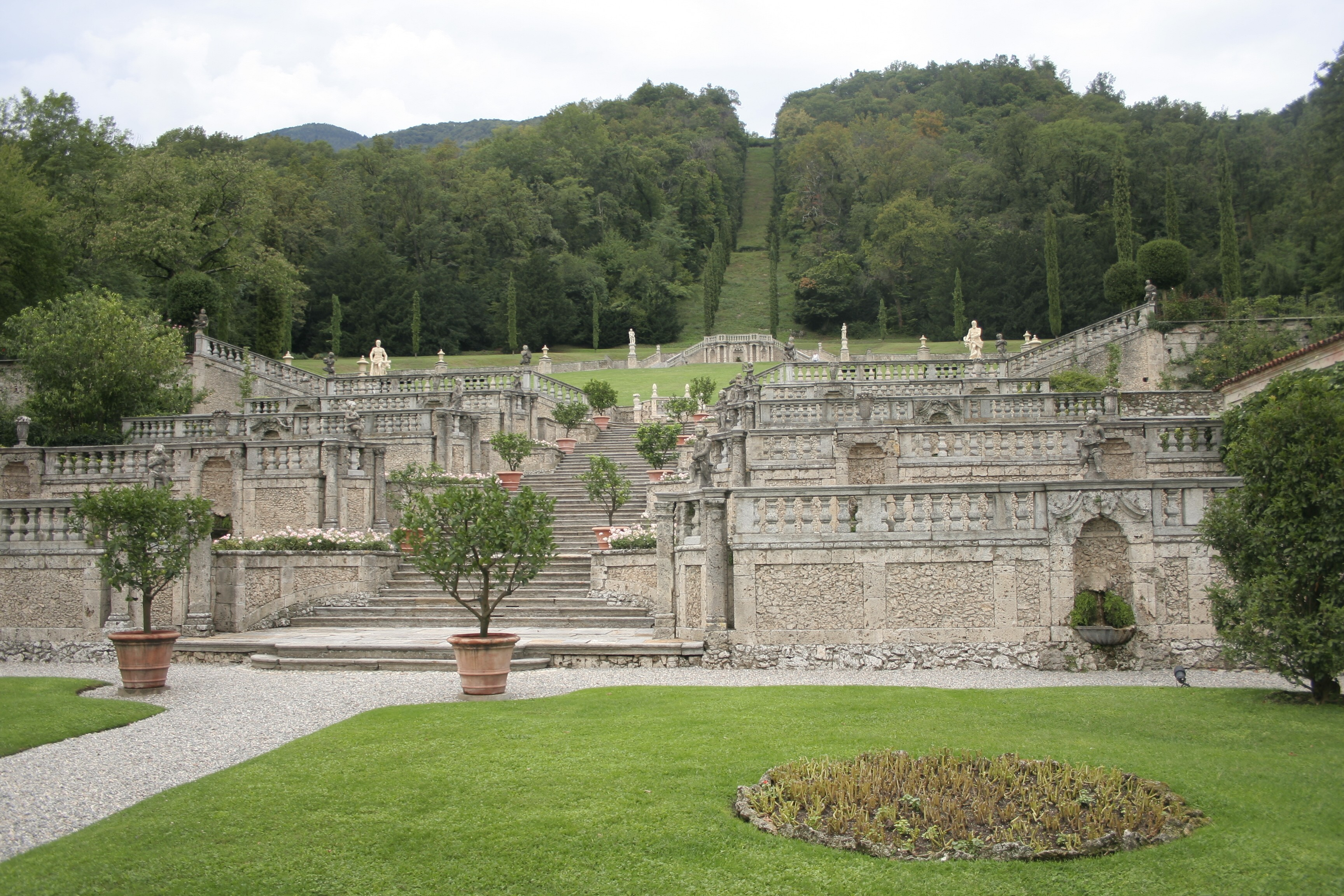
Die Gartenanlage

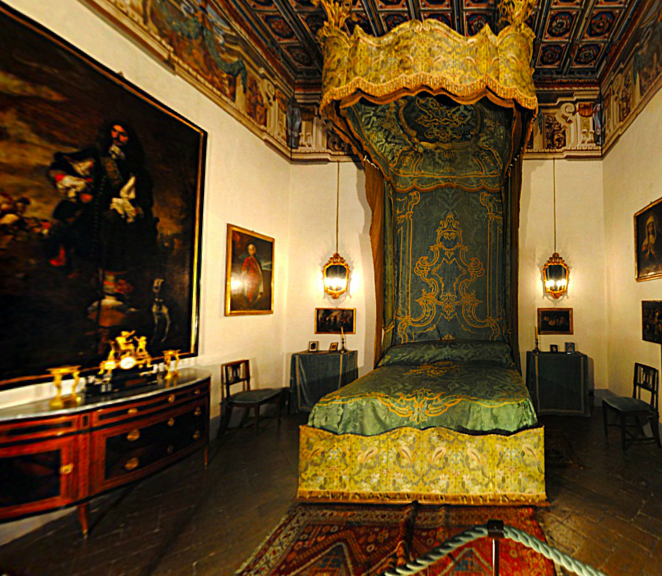
Das „Grüne Zimmer“ in der Villa

Die Villa Della Porta Bozzolo ist ein ehemaliges Landgut aus dem 16. Jahrhundert, das später in den Landsitz norditalienischer Adelsfamilien umgewandelt wurde. Die Villa verfügt über eine große Parkanlage, landwirtschaftliche Gebäude und ein herrschaftliches Haupthaus mit einem Freskenzyklus im Rokoko-Stil aus dem 17. bis 18. Jahrhundert. Sie befindet sich in Casalzuigno in der oberitalienischen Provinz Varese und kann besichtigt werden. Seit 1989 ist sie im Besitz des FAI – Fondo Ambiente Italiano, der italienischen Stiftung für Denkmal- und Umweltschutz.

## Geschichte
Die Villa entstand aus einem bereits existierenden Gebäudekern aus dem 16. Jahrhundert in Besitz der Familie des adeligen Notars Giroldino Porta. Die ersten wichtigen Umbauten erfuhr die Villa zu Beginn des 18. Jahrhunderts durch Gian Angelo III Della Porta (1690–1745) im Rahmen seiner Hochzeit mit Isabella Giulini, Tochter des Grafen Giorgio Giulini, ein Vorfahr des bekannten Mailänder Historikers Giulini, im Jahr 1711. Die Idee, die Hauptachse der Gartenanlage parallel zur inneren Fassade des Hauses verlaufen zu lassen (anstelle der damals üblichen Anordnung, laut der die Hauptachse des Gartens parallel zu den Salons verlaufen sollte, um ihn in zwei symmetrische Teile aufzuteilen) stammte vermutlich vom Architekten Antonio Maria Porani.
Im späteren 18. Jahrhundert erhielt die Villa einen riesigen italienischen Garten mit Treppen, Brunnen, Wasserspielen und einer mit Fresken bemalten Ädikula.
Die Familie Della Porta veräußerte die Villa im 19. Jahrhundert. Zunächst erwarb sie die Familie Carpani, diese verkaufte sie im Jahr 1861 an die Familie Richini, die sie wiederum im Jahr 1877 an die Familie Bozzolo verkauften. Sie verblieb in Händen der Familie Bozzolo, die sie im Jahr 1989 dem FAI stiftete, der die Villa restaurierte und öffentlich zugänglich machte.

## Beschreibung
Die Außenfassade der Villa zeichnet sich durch ihre einfache Eleganz aus, klare Linien und Dekorationen in verhaltenen Farben. Das Innere hingegen ist durch eine lebhafte Trompe-l’œil-Bemalung der Wände mit Landschaften und perspektivischen Spielereien im Stile des Rokoko gekennzeichnet. Die Einrichtung ist originalgetreu aus dem 17. bis 18. Jahrhundert. Das zweistöckige Hauptgebäude der Villa ist in verschiedene Salons, Schlafzimmer, Billardzimmer, Bibliothek und eine Küche aufgeteilt.
Das auffälligste Element ist sicherlich die riesige Gartenanlage im Barockstil, die mit einer großen Vielfalt an Pflanzen und Blumen, einem Rosengarten, den landwirtschaftlichen Wirtschaftsgebäuden der Villa und verschiedenen architektonischen Elementen eine Meisterleistung der Landschaftsarchitektur darstellt. Der Garten bezieht architektonisch den gesamten Hügel ein, an dessen Fuß die Villa liegt. Eine monumentale Treppe und vier Terrassierungen führen bis zu seinem Gipfel mit dem Belvedere über die Valcuvia. Die Treppe, die Balustraden und die Statuen sind aus Viggiù-Stein. Daneben gibt es einen kleineren Geheimgarten (giardino segreto), mit einer baumbestandenen Allee, die zu einer mit Fresken bemalten Ädikula führt.
Neben den Pferdeställen findet man noch andere restaurierte Gebäude ehemals landwirtschaftlicher Nutzung: das Eishaus, eine monumentale Weinpresse aus dem 16. Jahrhundert (die größte in der gesamten Lombardei), eine Ölpresse, die Seidenspinnerei und den Weinkeller.

## Bibliographie
- Paola Bassani-Paola Cassani, Interni lombardi del Settecento. Villa Della Porta Bozzolo a Casalzuigno, Milano 1994
- Andrea Spiriti, Cultura figurativa in Valcuvia. Villa della Porta Bozzolo a Casalzuigno, Milano 1996
- L. Borromeo Dina (Hrsg.), Villa Della Porta Bozzolo, Milano 2008
- L. Borromeo Dina (Hrsg.), Il libro del FAI, Milano 2005, S. 129–143
- Edoardo Villata, Magatti ticinese, vecchio e nuovo, aus "Arte&Storia", 8. Jahrg., Nr. 43, Lugano 2009